# Менандр Протектор
Мена́ндр Проте́ктор, також Протиктор (*524-606) — візантійський історик і юрист часів Юстиніана. Перебував на службі у візантійського імператора Маврикія (582–602). Автор «Історії», що охоплює події 558–582 років. Твір Менандра подає відомості про історію, культуру, військову справу Візантії, а також про суспільний лад, побут, військову справу аварів, антів, склавинів та про війни слов'ян з Візантією до 560-588-602 рр.
Також відомий як захисник творів Аристотеля, Піфагора та інших філософів.